# 纳索特尔迪原住民区
纳索特尔迪原住民区（Naso Tjër Di，意为“我来自祖母的河流”）是巴拿马的一个省级原住民区，位于该国的西北部内陆，毗邻特里韦河和哥斯达黎加。该原住民区的主要族群是纳索人，他们大约有5000人。该原住民区于2020年12月4日创建，面积1606.16平方公里，其中1468.63平方公里（占总面积的91%）是拉阿米斯塔德国家公园和帕洛塞科森林保护区的保护区域。首府谢伊克。